# I Heard They Suck Live
I Heard They Suck Live!! ist das erste Livealbum der US-amerikanischen Punkrock-Band NOFX. Es erschien 1995 über Fat Wreck Chords.

## Entstehung und Hintergrund
Laut den vom Sänger Fat Mike (bürgerlich Mike Burkett) verfassten Liner Notes entschloss sich die Band wegen der großen Anzahl von Live-Bootlegs ein offizielles Livealbum zu veröffentlichen. Die Vertreiber dieser schlecht klingenden Bootlegs würden laut Fat Mike viel Geld verdienen. Vom 7. bis 9. Januar 1995 spielte die Band drei Konzerte im Klub The Roxy und mietete für 3.000 US-Dollar ein mobiles Tonstudio. In den Liner Notes schrieb Fat Mike, dass der genaue Aufnahmeort ungenannt bleibt, da die Besitzer für die Nennung des Namens Geld verlangten. In der NOFX-Autobiographie Die Hepatitis-Badewanne schreibt Fat Mike in Kapitel 87, dass die Club-Betreiber 1.500 Dollar dafür verlangten, wenn auf dem Cover des Live-Albums der Name des Musikclubs The Roxy hätte erscheinen sollen. Die Aufnahmen vom ersten Konzert wurden verworfen, da die Musiker an jenem Abend zu betrunken waren. Für das Album wurden schließlich Aufnahmen vom zweiten und dritten Konzert verwendet. Aufgenommen und gemischt wurde I Heard They Suck Live!! von Ryan Green, während Eddie Schreyer das Mastering übernahm. Nothing But a Nightmare (Sorta) ist eine laut Fat Mike misslungene Coverversion eines Rudimentary-Peni-Liedes.

## Titelliste
| 1. (Witty Banter) – 1:46 2. Linoleum – 2:15 3. You're Bleeding – 2:36 4. Moron Brothers – 3:09 5. Punk Guy – 1:09 6. Bob – 2:36 7. Life O'Riley – 2:39 | 1. You Drink, You Drive, You Spill – 3:31 2. Nothing but a Nightmare (sorta) – 1:06 3. East Bay – 1:53 4. Soul Doubt – 3:00 5. Kill All the White Man – 3:43 6. Beer Bong – 2:16 7. Six Pack Girls – 1:12 | 1. Together on the Sand – 1:07 2. Nowhere – 1:37 3. The Brews – 2:41 4. Buggley Eyes – 1:31 5. (Crowd Leaves) – 0:53 |

## Rezeption
Joachim Hiller vom Ox-Fanzine lobte den perfekten Sound und die repräsentative Songauswahl. Stephen Thomas Erlewine von Allmusic hingegen meinte, dass dieses Album nur für treue NOFX-Fans notwendig sei.